# Hans-Jürgen Findeis
Hans-Jürgen Findeis (* 15. April 1945 im Schönhengstgau; † 28. Juli 2023) war deutscher römisch-katholischer Neutestamentler und Hochschullehrer.

## Leben
Nach dem Studium der katholischen Theologie in Münster war Findeis von 1977 bis 1981 wissenschaftlicher Assistent von Helmut Merklein an der Universität Wuppertal. 1979 wurde er in Münster mit einer Studie der neutestamentlichen Versöhnungsaussagen promoviert. Nach dem Wechsel von Hubert Ritt nach Bonn übernahm er 1986 auf dem zweiten Lehrstuhl des Faches Katholische Theologie die Lehrstuhlvertretung in Wuppertal. Nach der Habilitation 1989 zur Dynamik der Gottesherrschaft lehrte er als Professor für Einleitung in das Neue Testament und neutestamentliche Zeitgeschichte an der Universität Bonn, wo er auch als Fachberater für ausländische Studierende und von 2000 bis 2002 als Dekan tätig war. Im Laufe der Jahre wurde immer mehr Interkulturalität, Interreligiösität und Interdisziplinarität zu seinen Themenschwerpunkten. Bei zahlreichen Aufenthalten in Indien – zunächst mit Schwerpunkt Banaras, später Mumbai – gelang es ihm, ein weites Netzwerk von Kontakten aufzubauen. Neben Indien galt sein besonderes Interesse dem subsaharischen Afrika und der gegenwartsbezogenen afrikanischen Theologie. 2010 wurde Findeis emeritiert. 
Hans-Jürgen Findeis starb Ende Juli 2023 im Alter von 78 Jahren.

## Schriften (Auswahl)
- Versöhnung, Apostolat, Kirche. Eine exegetisch-theologische und rezeptionsgeschichtliche Studie zu den Versöhnungsaussagen des Neuen Testaments (2 Kor, Röm, Kol, Eph) (= Forschung zur Bibel Band 40). Echter, Würzburg 1983, ISBN 3-429-00695-3 (zugleich Dissertation, Münster 1979).
- Mohandas Karamchand Gandhi (1869–1948). Spuren plurireligiöser und multikultureller Versöhnung in Südafrika und Indien. In: Wegbereiter des interreligiösen Dialogs, Band 2. Lit, Wien 2018, ISBN 978-3-643-50890-4, S. 323–330.
- Das Recht der Rechtlosen. In: Dalits: Religion und Menschenrechte der ehemaligen „Unberührbaren“ in Indien (= Weltmission heute, Bd. 67). Evangelisches Missionswerk, Hamburg 2009, S. 165–174.